# 我們共同擁有的一天
《我們共同擁有的一天》為太陽花學運紀錄片，由台北市紀錄工會片成員李惠仁、賀照緹等近50位導演，每天24小時輪班記錄，最快於2014年6月發表的作品。
經費方面，由導演們發起的網路募資在4天內就吸引1700多人贊助，募得超過250萬。導演賀照緹：「我們在最初召集大家的時候，事實上我們口袋裡面，一毛錢都還沒有，進入第二天的時候，其實我們的第一個就是把這部片完成，基本募資已經完成了，然後下一步我們希望可以推廣這部影片，做更廣泛的發行還有巡迴。」
這部取名「我們共同擁有的一天」紀錄片內容包括「在這裡才有的民主課」以及記錄323當晚「國家機器的啟動」等10個主題。